# Náměstí Míru (Třinec)
Náměstí Míru je veřejné prostranství, jež tvoří historické centrum statutárního města Třinec v Moravskoslezském kraji.

## Historie
Spolu se zámkem, mlýnem a dělnickou kolonií náměstí patří k nejstarším památkám města. V meziválečném období v době svého založení neslo název Tyršovo náměstí. Kolem náměstí byly postaveny domy, mezi první patřil úřednický dům z roku 1928. Část, ve které se nachází náměstí Míru, byla v Třinci jedinou oblastí, která měla městský charakter. Nevelká oblast s pravoúhlou uliční sítí, nesouvislou zástavbou a obdélným náměstím Míru byla vymezena ústím Nádražní ulice, na západě Tyrkou a na východě železnicí. Po roce 1949 bylo náměstí Míru nově zastavěno.

## Okolí náměstí
V blízkosti náměstí Míru stojí evangelický kostel postavený v letech 1896–1899 podle plánu vídeňského architekta Julia Leischinga. Vedle kostela se nachází Sborové centrum Hutník a bývalá budova fary z roku 1880, která je adaptována pro poskytování sociálních služeb. Mezi kostelem a náměstím v parku stojí památník obětem druhé světové války.
V roce 2019 se sešli zástupci města se zástupci Policie ČR, aby řešili negativní jevy spojené s nepřizpůsobivými osobami, které se v poslední době ve větší míře zdržují především v okolí náměstí. Žebrání bylo nakonec na území Starého Města, tedy i na náměstí, zakázáno.

## Fotogalerie

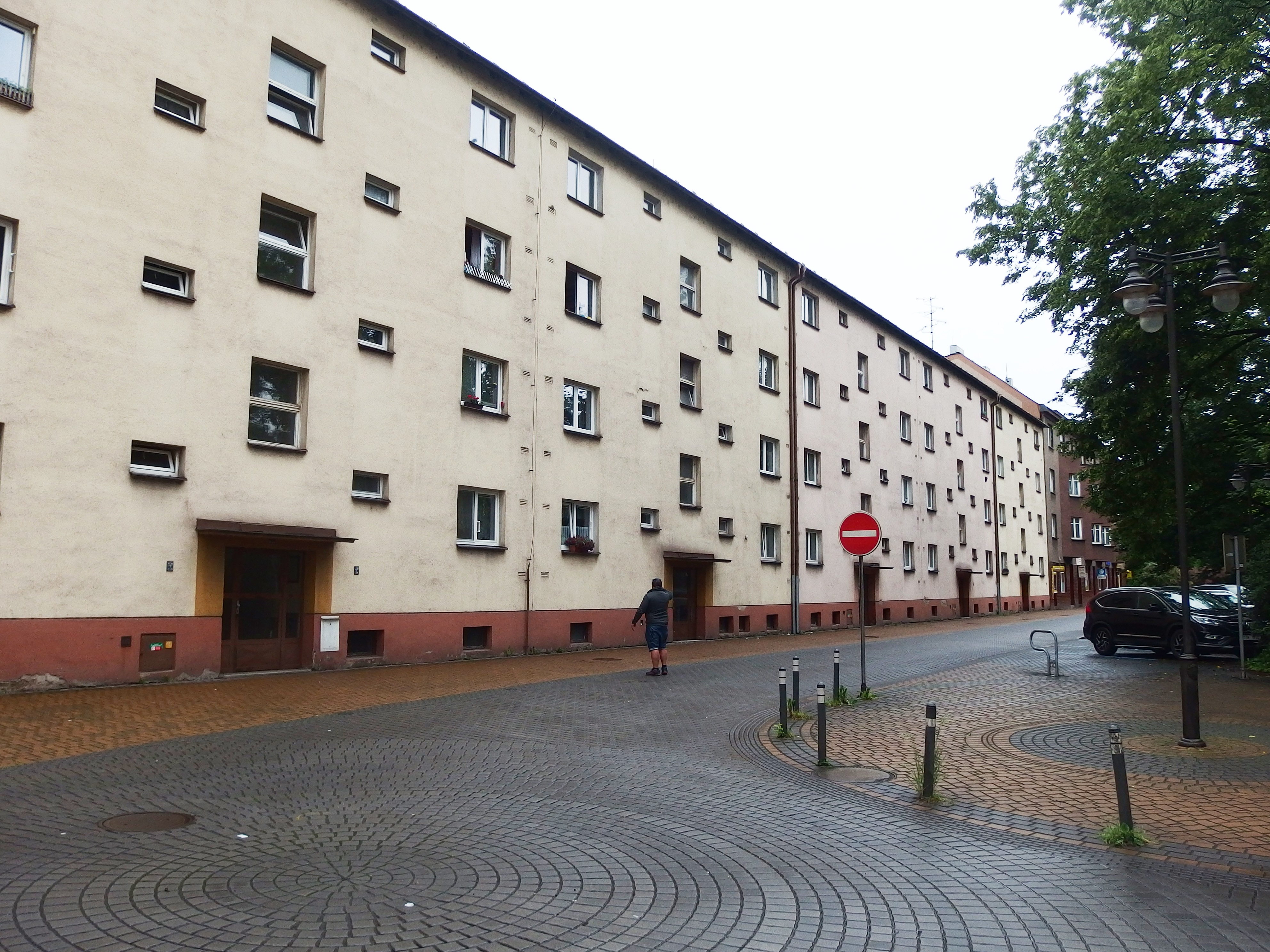
Domy na náměstí
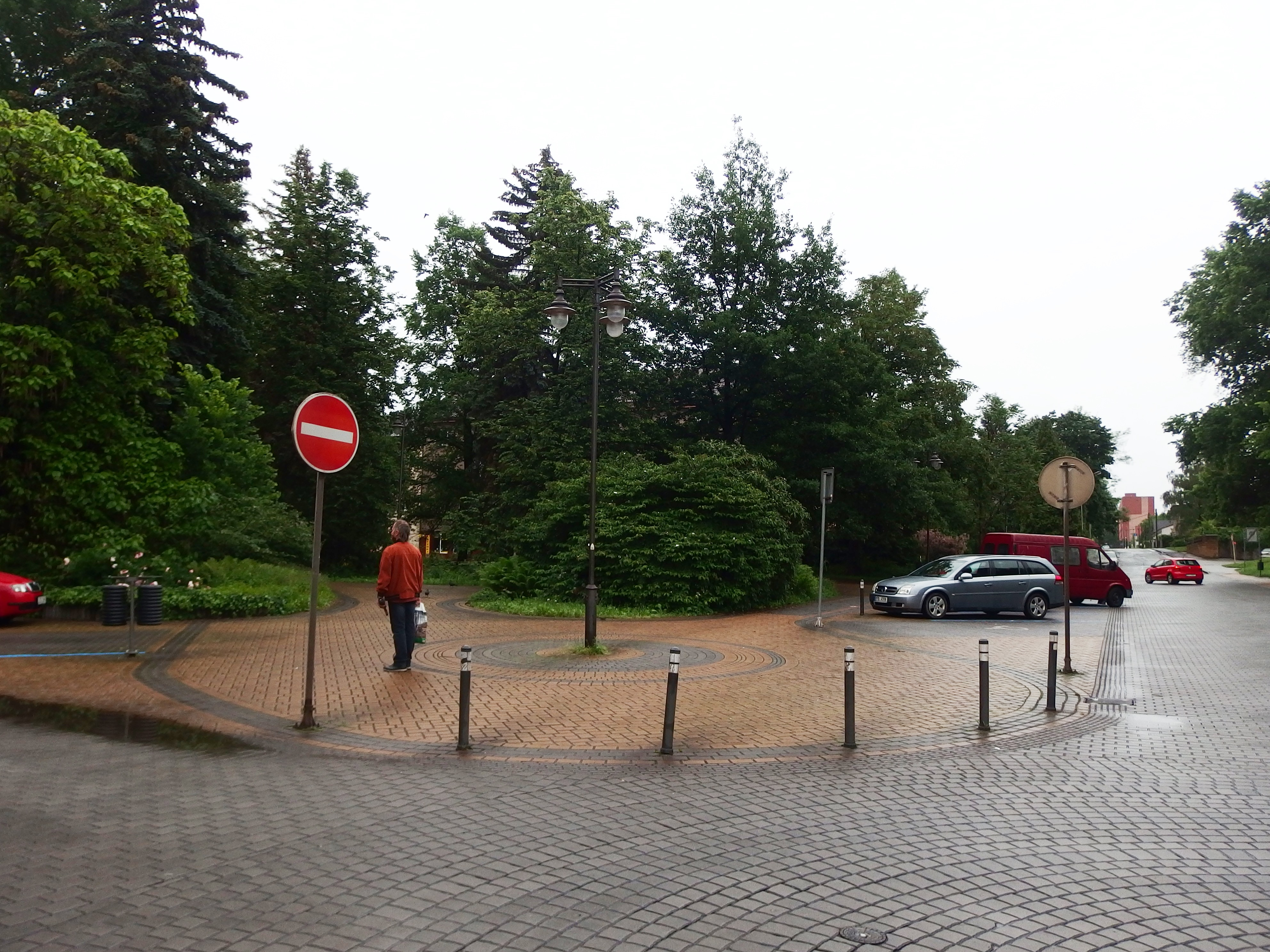
Dlážděná plocha na náměstí
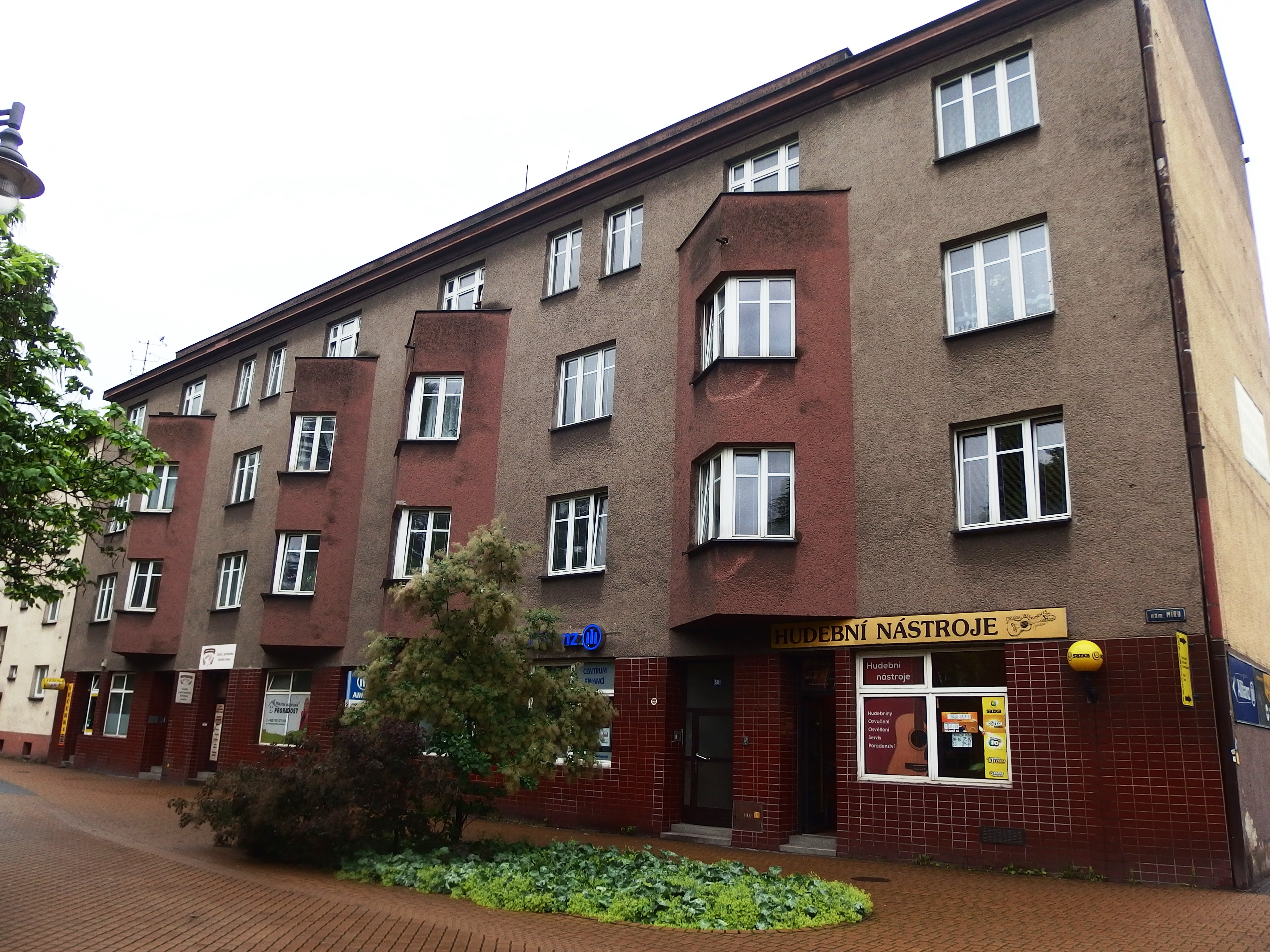
Domy s obchody na náměstí
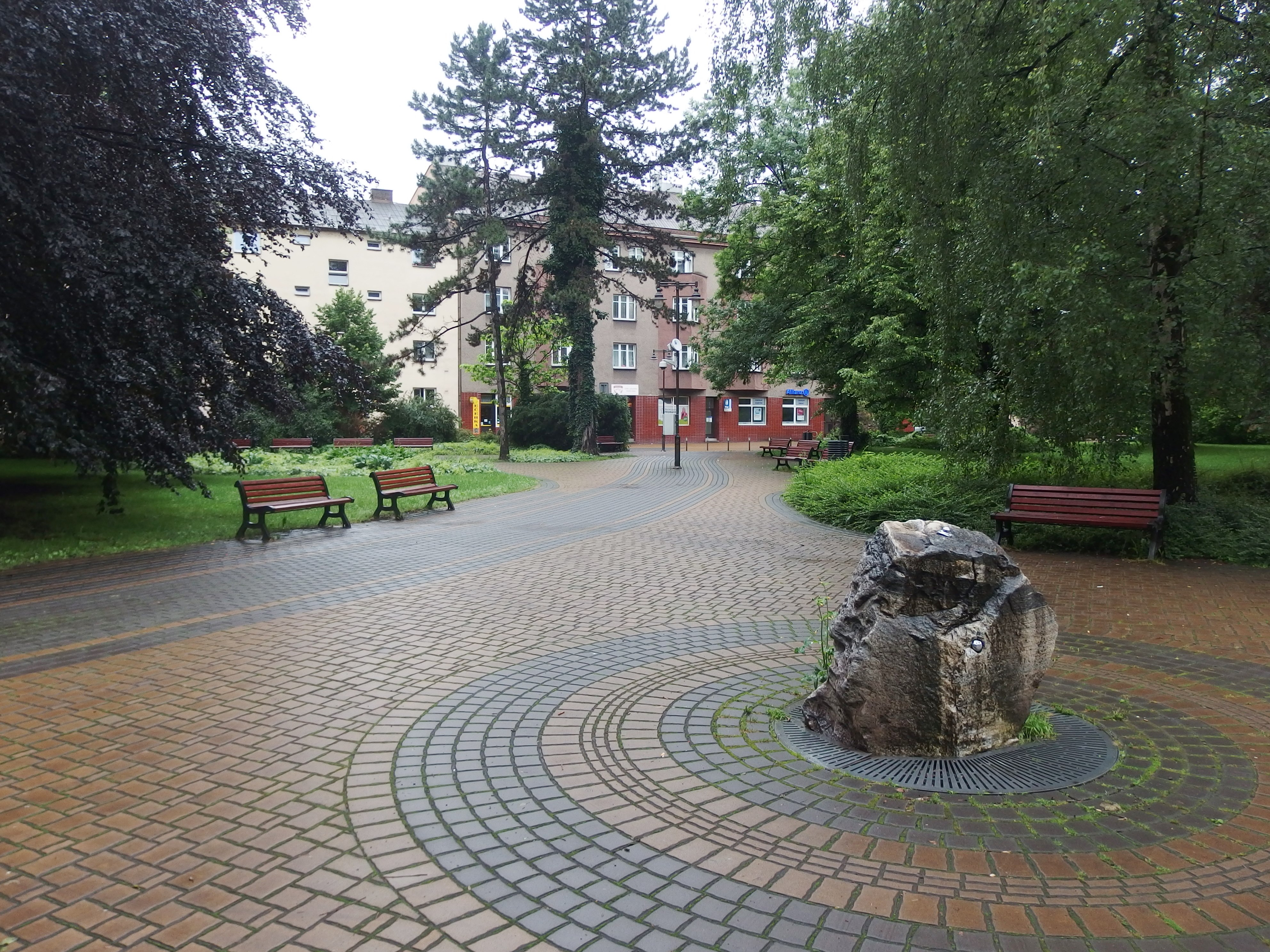
Fontána na náměstí
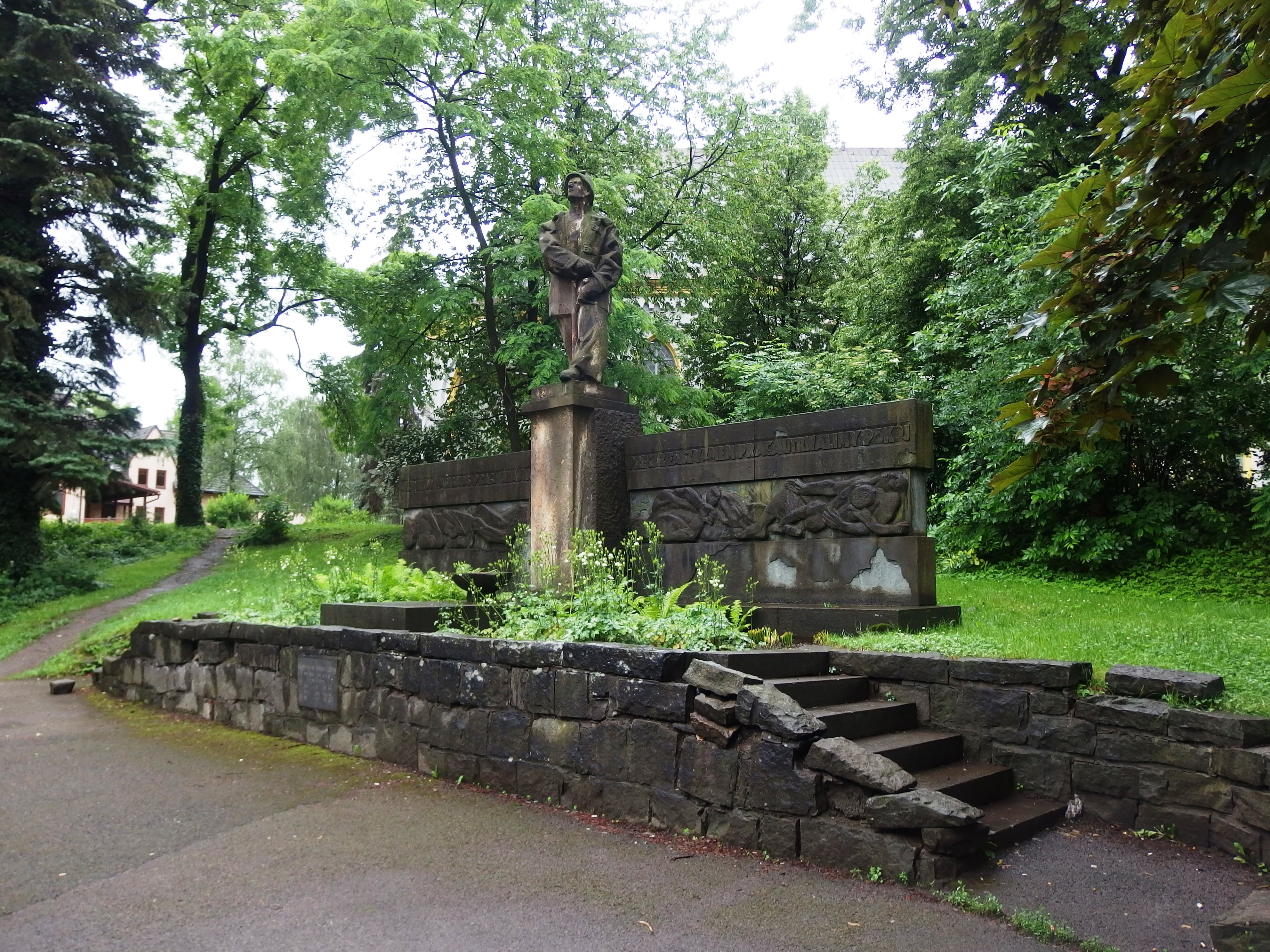
Pomník obětem II. sv. války
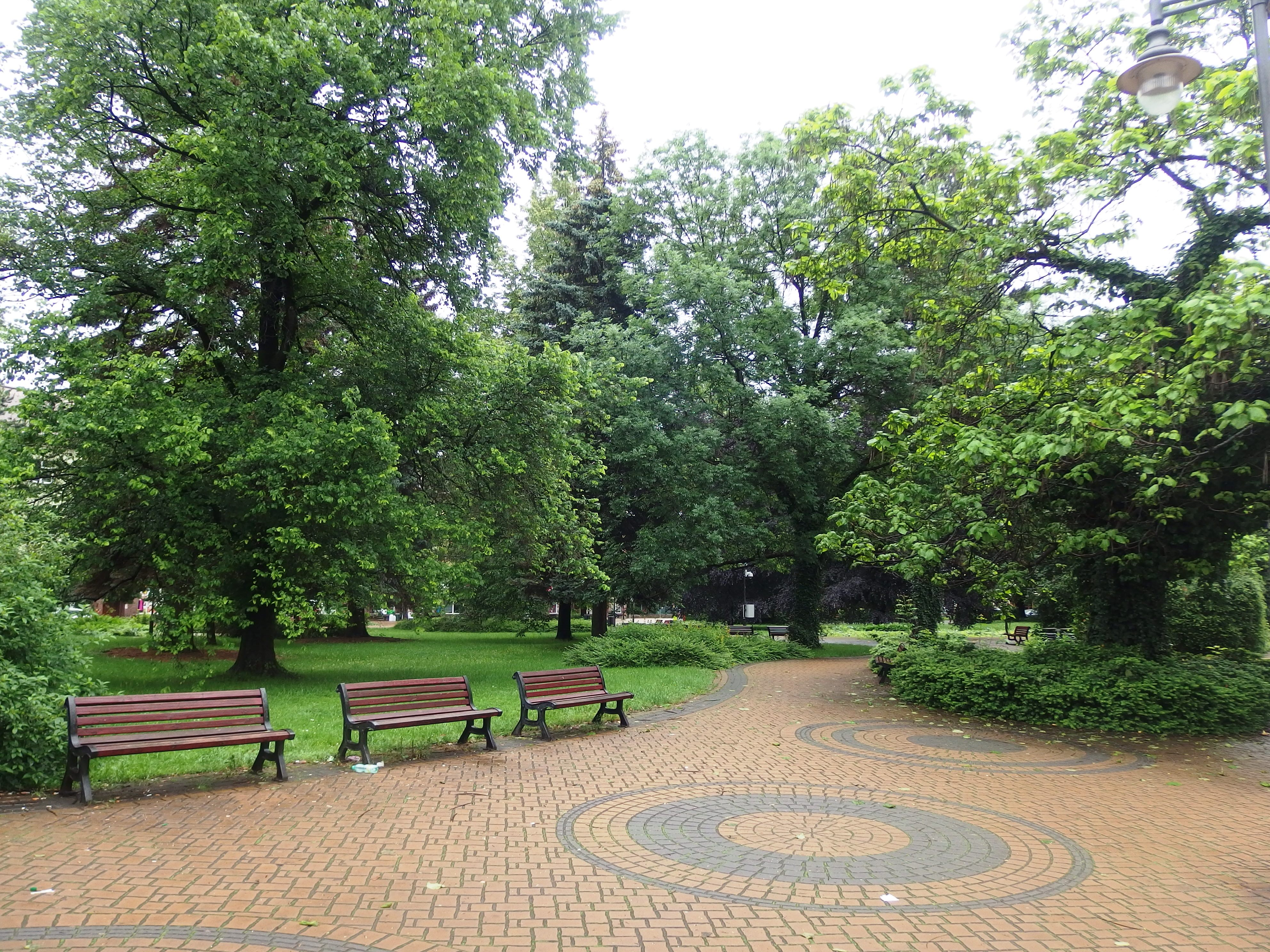
Park na náměstí